# Ectoganus
Ectoganus is een geslacht van uitgestorven zoogdieren uit de familie Stylinodontidae van de Taeniodonta. Dit dier leefde tijdens het Laat-Paleoceen en Vroeg-Eoceen in Noord-Amerika.

## Kenmerken
Ectoganus verving in het Laat-Paleoceen de verwante Psittacotherium. Het dier was aangepast aan graven en de bouw van de kaken wijst op een herbivore leefwijze.

## Vondsten
Het eerste fossiele materiaal van Ectoganus werd gevonden in het San Juan-bekken in New Mexico en beschreven door Edward Drinker Cope in 1874 als E. gliriformis. Deze soort leefde in het Wasatchian, het eerste deel van het Eoceen in Noord-Amerika. George Gaylord Simpson beschreef in 1929 E. lobdelli op basis van fossiele vondsten in Montana uit het Clarkforkian, het laatste deel van het Noord-Amerikaanse Paleoceen. Deze soort is ook bekend uit Colorado. Later werd op basis van vondsten in het Bighorn-bekken in Wyoming E. bighornensis beschreven.